# Leith Hill
Leith Hill südwestlich von Dorking in Surrey ist mit 294 m  der höchste Punkt der Greensand Ridge und nach dem Walbury Hill die zweithöchste Erhebung in Süd-Ost England.
Auf dem Berg soll  851 Aethelwulf von Wessex, der Vater Alfred des Großen die Dänen geschlagen haben, als diese auf ihrem Raubzug von Canterbury und London nach Winchester zogen.

## Leith Hill Tower

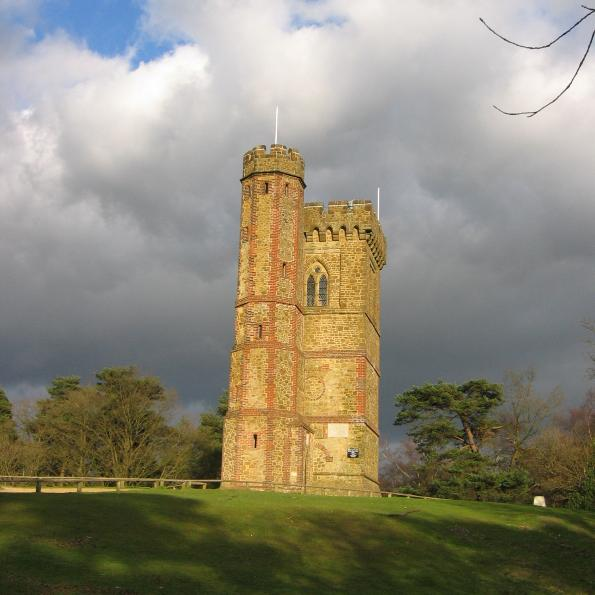
Leith Hill Turm

Auf dem Leith Hill steht der von Richard Hull 1765–1766 als Prospect House gebaute und heute als Leith Hill Tower bekannte Turm. Der Turm ist 19,5 m hoch und hat 2 Räume. Der Turm wurde 1984 vom National Trust renoviert.

## Leith Hill House
Unweit von Leith Hill befindet sich das Leith Hill House, in dem der Komponist Ralph Vaughan Williams aufwuchs.